# Papiro 111

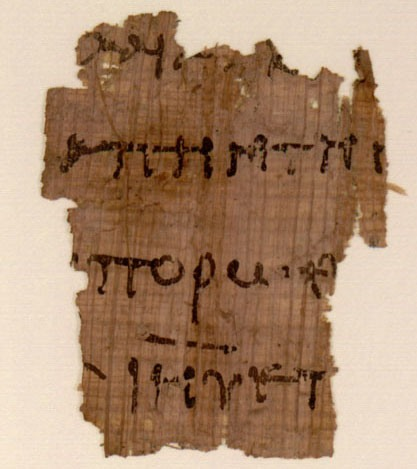
Papiro 111.

El Papiro 111 (en la numeración Gregory-Aland) designado como {\displaystyle {\mathfrak {P}}}111, es una copia antigua de una parte del Nuevo Testamento en griego. Es un manuscrito en papiro del Evangelio de Lucas y contiene la parte de Lucas 17:11-13 y 17:22-23. Ha sido asignado paleográficamente al siglo III.
El texto griego de este códice es un representante del Tipo textual alejandrino, también conocido neutral o egipcio. Aún no ha sido relacionado con una Categoría de los manuscritos del Nuevo Testamento.
Este documento se encuentra en la biblioteca Sackler de la Universidad de Oxford (Papyrology Rooms - P. Oxy. 4495), en Oxford.

### Lectura recomendada
- W. E. H. Cockle, The Oxyrhynchus Papyri LXVI (London: 1999), pp. 19–20.
- Comfort, Philip W.; David P. Barrett (2001). The Text of the Earliest New Testament Greek Manuscripts. Wheaton, Illinois: Tyndale House Publishers. pp. 651-660. ISBN 978-0-8423-5265-9.